# Tracy Reid
Tracy LaShawn Reid (ur. 1 listopada 1976) – amerykańska koszykarka występująca na pozycji niskiej skrzydłowej.
Jest córką muzyka i pisarza piosenek Clarence'a „Blowfly” Reida.

## Osiągnięcia
Na podstawie, o ile nie zaznaczono inaczej.

### NCAA
- Uczestniczka rozgrywek:
  - Elite Eight turnieju NCAA (1998)
  - Sweet Sixteen turnieju NCAA (1995, 1997, 1998)
  - turnieju NCAA (1999–2001)
- Mistrzyni:
  - turnieju konferencji Atlantic Coast (ACC – 1995, 1997, 1998)
  - sezonu zasadniczego ACC (1997)
- Zawodniczka Roku Konferencji ACC (1997, 1998)
- MVP turnieju ACC (1998)
- Zaliczona do:
  - I składu:
    - All-America (1997, 1998 przez Kodak i Associated Press)
    - turnieju ACC (1997, 1998)

  - składu najlepszych zawodniczek w historii konferencji ACC – ACC 50th Anniversary Women’s Basketball Team

### WNBA
- Debiutantka Roku WNBA (1998)[3]

### Inne
- Wicemistrzyni Hiszpanii (2008)
- Finalistka Superpucharu Hiszpanii (2007)
- Zaliczona do składu honorable mention ligi hiszpańskiej (2009 przez eurobasket.com)[4]